# Mesochorus svenssoni
Mesochorus svenssoni là một loài tò vò trong họ Ichneumonidae.